# Der Tod Iwans des Schrecklichen
Der Tod Iwans des Schrecklichen (russisch Смерть Иоанна Грозного) ist eine historische Tragödie in fünf Akten von Alexei Tolstoi. Der Erstdruck erfolgte 1866, die erste Aufführung 1867. Das Stück ist der Auftakt zu einer dramatischen Trilogie, zu der noch Zar Fedor Iwanowitsch (1868) und Zar Boris (1870) gehören.

## Inhalt

### Erster Akt
Drei Jahre sind vergangen, seit Iwan seinen eigenen Sohn, den Thronfolger Iwan Iwanowitsch, ermordet hat. Angesichts seiner Reue und der Thronunfähigkeit seines Sohnes Fjodor hat er dem Fürsten Mstislawski befohlen, den Bojarenrat einzuberufen und einen neuen Zaren zu wählen. Fürst Sizki schlägt vor, Zacharin-Jurjeff zu wählen, den Bruder der ersten Ehefrau Iwans, doch lehnt dieser ab. Andere Kandidaten werden verworfen. Schließlich ergreift Boris Godunoff das Wort und plädiert dafür, Iwan anzuflehen, weiter zu regieren. Sizki macht den Punkt, dass Iwans Herrschaft blutig und schrecklich gewesen sei, aber Boris sieht Iwan als kleineres Übel, angesichts der unmittelbaren Bedrohungen durch Heere fremder Nationen. Boris erklärt sich auch bereit, beim Gespräch mit dem Zaren das Wort zu führen.
Iwan selbst rekapituliert in einem Monolog seine Herrscherjahre, seine blutigen Taten, den Sohnesmord. Er hofft, dass ihm der Bojarenrat bald einen Nachfolger präsentiert.
Ein Bote erscheint und berichtet, dass die Belagerung von Pskow durch die Polen vorerst misslungen ist. Außerdem trifft noch ein Brief von Kurbski ein, dem geflohenen ehemaligen Vertrauten Iwans, der jetzt in polnisch-litauischen Diensten steht. Der Brief ist sowohl höhnisch angesichts der militärischen Niederlagen Iwans als auch beleidigend.
Schließlich empfängt der Zar den Bojarenrat. Godunoff teilt ihm mit, dass einstimmig beschlossen worden sei, statt der Kür eines Nachfolgers weiter Iwan als Zar zu behalten. Iwan nimmt dies gegen seinen Willen an und bleibt Zar. Ihm fällt auf, dass Sizki nicht mitgekommen ist. Er interpretiert dies als Akt gegen ihn und befiehlt, ihn zu töten.

### Zweiter Akt
Iwan will seine Ehe lösen und sich mit einer Nichte der englischen Königin vermählen. Zacharin-Jurjeff und Godunoff zeigen sich darüber besorgt. In beider Zwiegespräch gibt Godunoff an, dass, wenn er Zar wäre, er demonstrieren würde, wie man mit einer Regierung der Milde und Gnade das Beste aus dem Vaterland herausholen würde. Im Vier-Augen-Gespräch mit Iwan versucht Boris diesem die (dann achte) Ehe auszureden, weil das Volk dagegen sei, dass er seine siebente Ehefrau verstoße, die Mutter des Thronfolgers Dmitri.
Derweil schmieden die beiden Nagoy, Mstislawski, Belski und Schuiski ein Komplott gegen Godunoff, der immer einflussreicher zu werden droht. Sie wollen den Unmut des Volks gegen Godunoff richten, um ihn zu stürzen. Der adlige Bitjagoffski, der sein Vermögen durchgebracht hat, soll die Aufwiegelung organisieren. Im Gegenzug übernehmen die komplottierenden Bojaren seine Schulden. Prokofy Kikin soll Bitjagoffskis Bemühungen unterstützen.
Da trifft überraschend Godunoff ein. Alle bis auf Schuiski und Bitjagoffski verlassen die Runde. Als Schuiski zum Zaren gerufen wird, gibt Godunoff gegenüber Bitjagoffski zu verstehen, dass er um das Komplott gegen ihn weiß. Er befiehlt Bitjagoffski nun, für ihn zu agieren und das Volk gegen die anderen Bojaren aufzuwiegeln.

### Dritter Akt
Zacharin-Jurjeff überbringt der Zarin die Nachricht, dass sich der Zar anderweitig nach einer neuen Frau umschaut. Die Zarin wiederum warnt Zacharin-Jurjeff vor der Scheinheiligkeit Godunoffs.
Der Zar erscheint und eröffnet der Zarin direkt, dass er sie ins Kloster schicken möchte, um sich anderweitig zu vermählen. Dem Sohn Dmitri möchte er die Stadt Uglitsch überlassen. Zacharin-Jurjeff warnt den Zaren vor diesem Schritt, doch der will nichts davon wissen.
Haraburda, ein Abgesandter des polnischen Königs, trifft am Zarenhof ein und überbringt die Botschaft, dass Polen Frieden schließen wolle, wenn Russland die Städte Smolensk, Polotsk, Novgorod und Pskow aufgebe. Iwan ist außer sich, aber Haraburda beharrt auf der Forderung und vermeldet außerdem, dass sowohl die Polen als auch die Schweden wieder im Anmarsch auf Russland seien und dass sich Narva bereits ergeben habe. Iwan schreit wild um sich und bricht zusammen.

### Vierter Akt
Auf einem Marktplatz an der Moskwa, in Sichtweite des Kremls, äußert sich der Unmut des Volkes angesichts der gestiegenen Preise. Der Adlige Kikin, als Wallfahrer verkleidet, schreibt diese Lage Godunoff zu. Da tritt Bitjagoffski auf den Plan und verbreitet, dass Schuiski und Belski den Zaren vergiften wollten und Godunoff es verhindert habe. Bitjagoffski enttarnt außerdem den angeblichen Wallfahrer Kikin, ein Tumult bricht los, das Volk weiß nicht, wem es glauben soll, und will beiden ans Leder. Da erscheint Gregory Godunoff (ein Verwandter von Boris) und verkündet, dass Boris alles Getreide und Mehl aufkaufen und kostenlos verteilen lassen wolle. Daraufhin stürzt sich das Volk auf Kikin.
Im Zarenpalast versucht derweil Iwan die Sterne zu deuten und vermeint, seine baldige Todesstunde verkündet bekommen zu haben. Die Ehe mit der Engländerin ist vom Tisch, er entschuldigt sich bei seiner Frau und mahnt seinen Sohn Feodor, dass er bald Zar sein werde. Iwan lässt zwei Wahrsager kommen, die ihm seine Todesstunde für den 18. März (den Tag Kyrills) voraussagen. Um noch rechtzeitig Buße zu tun, lässt er Boris eine (lange) Liste mit den Opfern seiner Gewaltherrschaft vorlesen.
Iwan fordert seinen Sohn Feodor auf, mit Milde zu regieren, Frieden mit Polen zu schließen und Boris Godunoff als Berater zu akzeptieren. Doch Feodor fühlt sich nicht imstande, seinem Vater nachzufolgen. Es treffen Nachrichten vom Vorrücken der Tartaren und von lokalen Aufständen ein. Ein Gespräch mit einem Klausner, der 30 Jahre in Einsamkeit gelebt hat und nun gewaltsam zu Iwan geführt wurde, führt auch zu keiner Erkenntnis. Iwan lässt die Bojaren kommen und befiehlt ihnen, Frieden mit Polen zu schließen und dem polnischen König einige Städte abzutreten. Doch diese weigern sich bei ihrer Landesehre, den Befehl auszuführen.

### Fünfter Akt
Der 18. März ist da, dem Zaren scheint es besser zu gehen. Boris lässt die beiden Wahrsager noch einmal holen und erkundigt sich bei ihnen auch über seine eigene Zukunft. Sie sagen ihm den Zarenthron voraus, sieben Jahre werde er regieren. Sie prophezeien ihm aber auch Hindernisse, eines davon deutet er als Dmitri, den jüngsten Zarensohn.
Der Arzt Jakobi rät, allen Ärger von Iwan fernzuhalten, denn ein Zornesausbruch könnte ihn dahinraffen. Also werden Gaukler und Possenreißer einbestellt. Godunoff spricht sich noch einmal mit Bitjagoffski ab, will wissen, ob das Volk genug gegen Schuiski und Belski aufgewiegelt sei.
Da es ihm wieder besser zu gehen scheint, hat sich Iwans Sinn gewandelt: Er lässt nun allerlei Schätze zusammentragen, um einige davon seiner zukünftigen Braut nach England zu schicken. Derweil sind ein Narr und einige Possenreißer eingetroffen. 
Während Iwan mit Belski Schach spielt, tritt Boris hinzu und meldet, dass die Wahrsager trotz Drohungen darauf beharren, sich nicht geirrt zu haben. Iwan ist erzürnt, er tobt und stürzt zu Boden. Die Ärzte Jakobi und Elms stellen den Tod Iwans fest, Boris reißt das Fenster auf und verkündet die Nachricht dem Volk. Feodor weiß nicht, was er tun soll, und erklärt Godunoff zu seinem Berater. Dieser ruft aus dem Fenster den neuen Zaren Feodor aus. Gleichzeitig sollen Schuiski und Belski verbannt werden, da sie jahrelang das Volk unterdrückt haben sollen. Beide werden sofort abgeführt.
Bitjagoffski gibt sich als Verbündeter Godunoffs zu erkennen, Mstislawski und die beiden Nagoy-Brüder zeigen sich überrascht und werden ebenfalls verbannt. Die Zarin und Dmitri werden nach Uglitsch geschickt. Nur Zacharin-Jurjeff soll als Berater am Hof bleiben. Dem Volk werden für den nächsten Tag Wein und Speisen versprochen, Stimmen von draußen feiern den Zaren und Godunoff.

## Volltext
- das Drama im russischen Original auf Wikisource

## Deutsche Übersetzungen
- Der Tod Iwan’s des Furchtbaren, Dt. von Caroline von Pawloff, Dresden 1868 (diese Übersetzung in der Google-Buchsuche)
- Der Tod Iwans des Grausen, Dt. von Friedrich Fiedler, Halle 1911